# Mary Pix

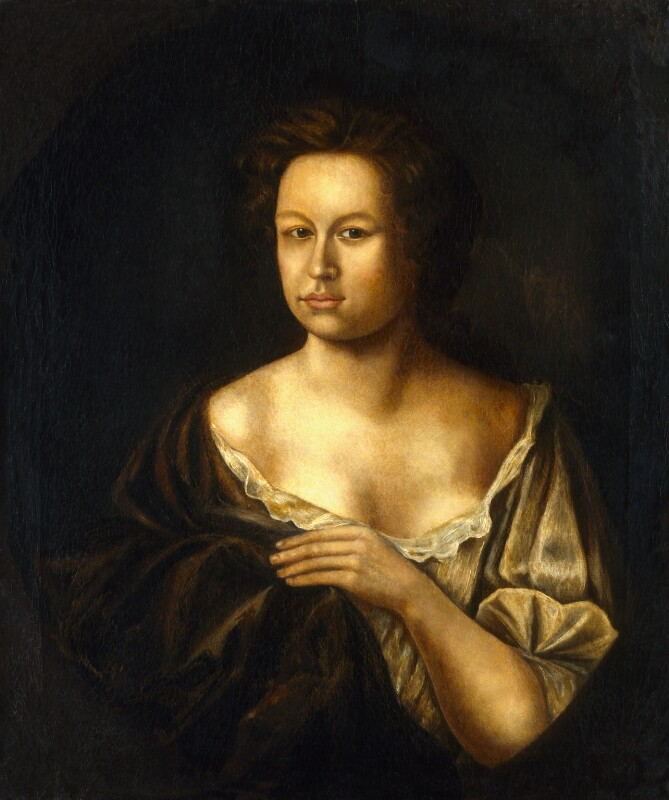
Mary Pix

Mary Pix (1666-1709) fue una novelista y dramaturga inglesa. Los documentos eclesiásticos indican que vivió en Londres, se casó con George Pix, un sastre comerciante de Hawkhurst, Kent en 1684. Las partidas de bautismo indican que tuvo dos hijos, George (1689) y William (1691). Parece que George murió en 1690. 

## Obras
Pix produjo una novela y siete obras de teatro. Hay otras cuatro obras que se publicaron anónimamente y que se atribuyen generalmente a ella.

### Novela
- The Inhumane Cardinal, or, Innocence Betrayed, 1696

### Obras
- Ibrahim, the Thirteenth Emperor of the Turks, 1696
- The Spanish Wives, 1696
- The Innocent Mistress, 1697
- The Deceiver Deceived, 1697
- Queen Catharine, or, The Ruines of Love, 1698
- The False Friend, or, the Fate of Disobedience, 1699
- The Beau Defeated, or, the Lucky Younger Brother, 1700
- The Double Distress, 1701
- The Czar of Muscovy, 1701 (atribuida a Pix aunque no publicada con su nombre)
- The Different Widows: or, Intrigue All-A-Mode, 1703 (atribuida a Pix aunque no publicada con su nombre)
- The Conquest of Spain, 1705 (atribuida a Pix aunque no publicada con su nombre)
- The Adventures in Madrid, 1706 (atribuida a Pix aunque no publicada con su nombre)